# 攻心諜戰
《攻心諜戰》（英語：Heart of Stone）是一部2023年美國動作間諜片，由湯姆·哈波執導，格雷·盧卡和艾莉森·施羅德編劇，蓋兒·加朵、傑米·道南、艾莉雅·巴特、蘇菲·歐克妮多和马提亚斯·施维赫夫主演；本片為寶萊塢演員巴特進軍好萊塢的首作。劇情講述軍情六處探員瑞秋·史東（Rachel Stone，加朵飾演）為了奪回世上最有價值且危險的資產而出生入死。
電影定於2023年8月11日在Netflix上線。收獲負面為主的口碑，蓋兒·加朵的演出表現與動作場面獲得好評，遭受批評的部分在於和其他間諜片重複的編劇套路。

## 劇情
在義大利阿爾卑斯山，英國軍情六處的任務是抓捕潛在的資產兼軍火商穆瓦尼。特務楊和帕克負責潛入滑雪場的派對，瑞秋·史東和貝利負責後勤技術。為了在賭場裡保持掩護，史東進入賭場；但軍情六處的計畫失手，導致一行人得支援在纜車中對付穆瓦尼的帕克，此期間，他們的通訊被一名神祕女孩駭入。史東私下與秘密維和組織「特許局」（The Charter）聯繫，原來她是特許局的特務「紅心九」，讓局裡的同事紅心傑克等人協助自己搶在帕克之前，解決掉穆瓦尼的保鑣小隊。但穆瓦尼服用了氰化物自盡，令軍情六處功虧一簣。
史東回到特許局總部，上司兼特許局四國王之一的「紅心國王」諾瑪不滿她靠直覺行動，並表示駭客女孩凱雅·達萬將前往里斯本。軍情六處收到特許局故意流出的情報後，帕克等人前往里斯本，但在此遭到伏擊。史東違反特許局的指示，放棄逃生，選擇留下來拯救她的軍情六處團隊。史東在同伴面前暴露了自己的身份，結果帕克卻殺死了貝利和楊，並用毒麻痺了史東，表示自己打算得到特許局使用的「諜心」（The Heart），諜心能駭入世上所有的電子設備，足以掌控全世界。為此，帕克與凱雅合作引出穆瓦尼，並從對方口中得知，特許局持有諜心。特許局的四國王表示，帕克是一場特許局無人機攻擊的倖存者。
在特許局總部，電腦裝置遭到駭客攻擊，直到史東取出帕克為自己植入於手臂中的裝置才停下。諾瑪不得已讓存在信任風險的史東離開特許局，但史東仍聯繫了凱雅。史東找到凱雅正在塞内加尔沙漠上空，凱雅此時正與帕克潛入85,000英尺高處的儲存倉飛船，以取走諜心。史東也登上飛船試圖阻止，但仍讓帕克取走了裝置，史東和凱雅則落於沙漠中。凱雅透露，自己為了向害死自己父母的印度富商報仇，而與帕克合作。在一個村子，史東遭已被帕克手下收買的村民持槍追殺，直到被當地特務「紅心六」救下。
特許局暴露之下，旗下成員開始撤離。史東藉由放在凱雅身上的追蹤器，前往冰島雷克雅未克大學，帕克在此啟動諜心，並讓電梯掉落、殺死了四國王之一的「方塊國王」。「梅花國王」帶隊前來捉拿帕克，但死於爆炸陷阱之中。凱雅後悔幫助帕克，並令諜心停擺，因此私下聯絡了史東，令史東找到了帕克。史東在與帕克對決中勝出，最後槍殺了對方，讓諜心重新上線、及時救回了差點因失去氧氣而死的「紅心國王(諾瑪)」和傑克等人。
特許局重新取回了諜心。凱雅原本將入獄，但特許局招募了她，來與史東和紅心傑克一起組隊出任務。

## 演員
- 蓋兒·加朵飾演瑞秋·史東／紅心九（Rachel Stone / Nine of Hearts）
- 傑米·道南飾演帕克（Parker）
- 艾莉雅·巴特飾演凱雅·達萬（Keya Dhawan）
- 蘇菲·歐克妮多飾演諾瑪／紅心國王（Nomad / King of Hearts）
- 马提亚斯·施维赫夫飾演紅心傑克（Jack of Hearts）
- 陆思敬飾演楊（Yang）
- 保羅·瑞迪（英语：Paul Ready）飾演貝利（Bailey）
- 喬·可塔迦納飾演金髮男（The Blond）
- 亞契·馬德維（英语：Archie Madekwe）飾演艾沃（Ivo）
- 黃榮亮飾演梅花國王（King of Clubs）
- 格伦·克洛斯飾演方塊國王（King of Diamonds）
- 馬克·伊瓦涅（英语：Mark Ivanir）飾演黑桃國王（King of Spades）

## 製作
2020年12月，宣布蓋兒·加朵已簽約出演一部類似《不可能的任務》和《詹姆士·龐德》系列的電影《攻心諜戰》，湯姆·哈波正為執導電影進行洽談。2021年1月，哈波確認執導電影，而Netflix獲得了該片的發行權。2022年2月，傑米·道南加入演員陣容。2022年3月，艾莉雅·巴特加入演員陣容。

### 拍攝
主要拍攝2022年1月26日在義大利南蒂罗尔的塞納萊斯阿爾平競技場（Alpin Arena Senales）開始進行，隨後於2022年3月8日移至倫敦拍攝。第二次拍攝計劃於次月在冰島雷克雅維克進行，之後，劇組於5月移回倫敦，以安排後續的日程。第四次拍攝計劃在葡萄牙里斯本進行。電影2022年7月28日宣告殺青。

## 反響
《攻心諜戰》口碑不佳，在匯總媒體網站爛番茄上根據124篇評論而持有28%的新鮮度，平均得分4.8／10；該網站共識：「蓋兒·加朵仍然是位討喜的動作明星，但她也架不住《攻心諜戰》的單薄人物、套路情節和生搬硬套的噱頭戲碼。」而在Metacritic上根據36篇評論則獲得了44分（滿分100），代表著「褒貶不一的評價」。

## 外部連結
- 互联网电影数据库（IMDb）上《攻心諜戰》的资料（英文）
- 豆瓣电影上《攻心諜戰》的資料 （简体中文）